# Итальянцы в Ливии

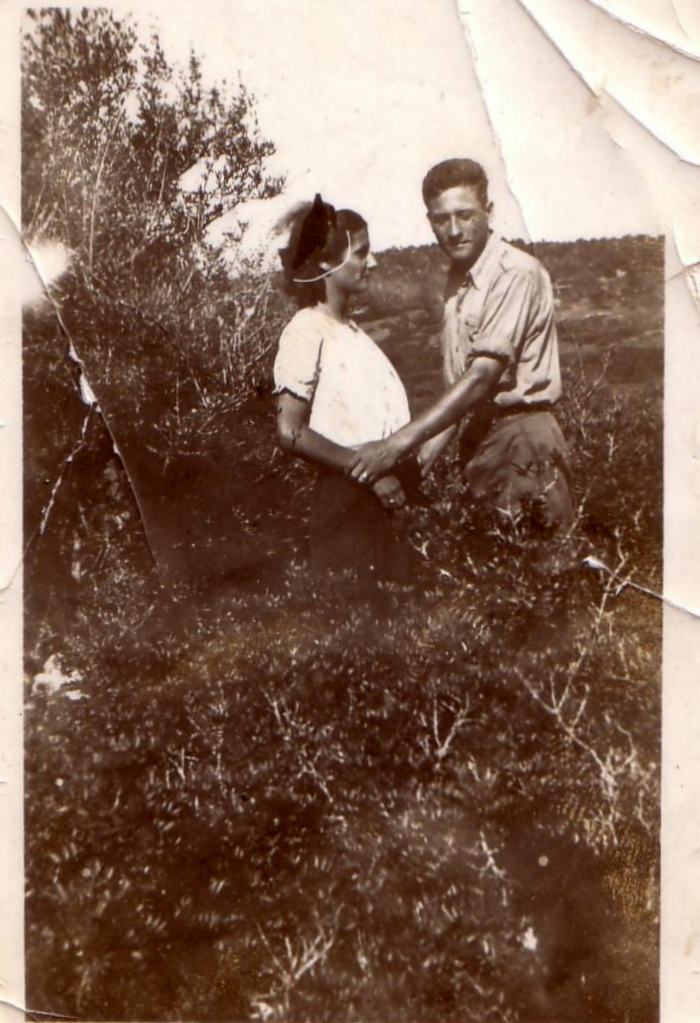
Итальянские колонисты в Ливии

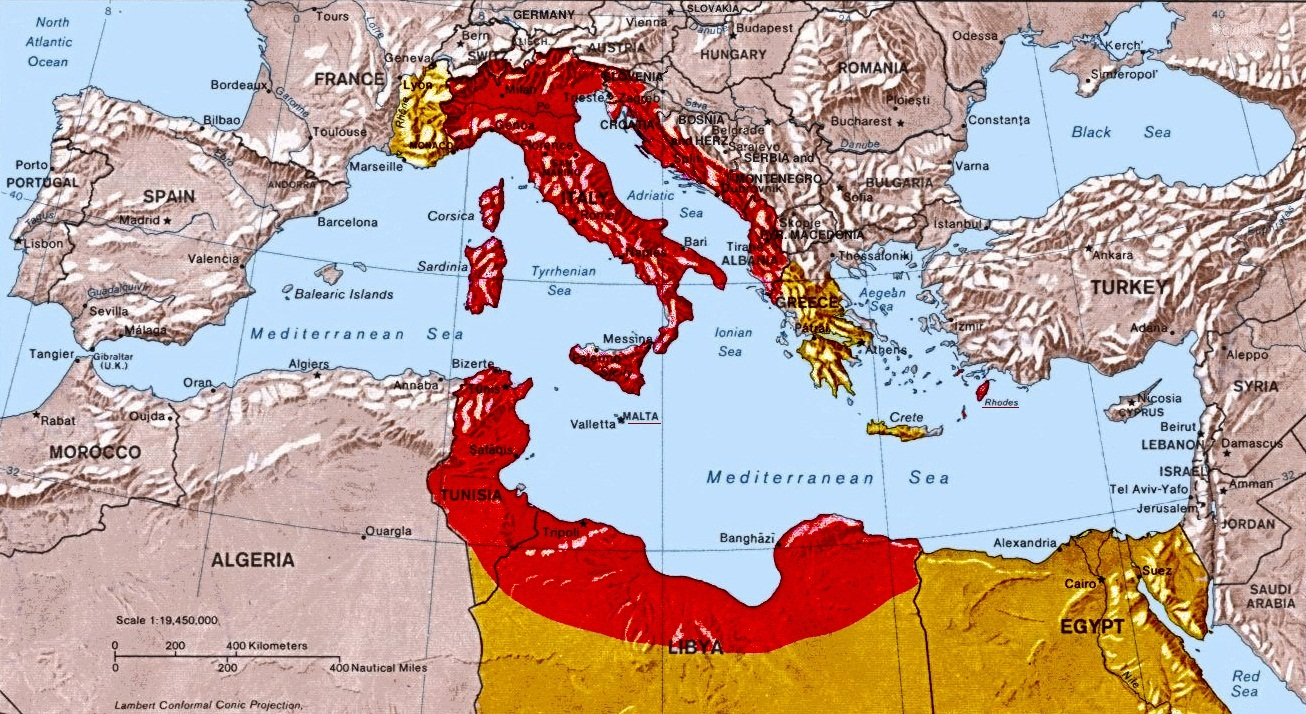
Карта Великой Италии

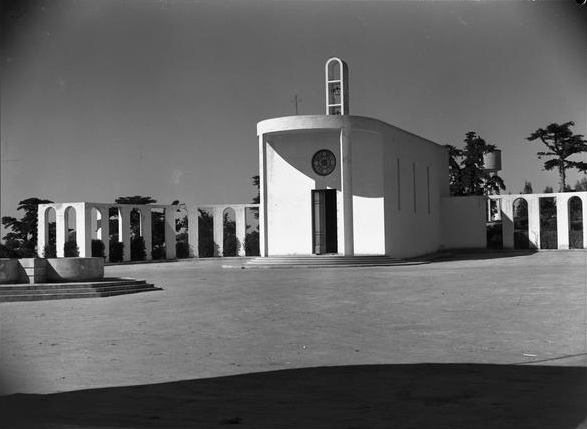
Католическая церковь в Аль-Байде, 1940 г.

Итальянцы в Ливии или Италоливийцы (итал. Italo-libici, араб. ليبيون إيطاليون‎) — итальянская диаспора, проживающая на территории современной Ливии на протяжении длительного времени. Итало-ливийцы являются потомками итальянских колонистов и иммигрантов, которые стали заселять северные районы Ливии с начала XX века.

## История
После итало-турецкой войны 1912 года, когда Ливия стала колонией Италии, итальянцы стали постепенно заселять прибрежные районы страны. Первые колонисты столкнулись с противодействием местного мусульманского населения, поэтому первая волна заселения не увенчалась значительным успехом. До прихода к власти Бенито Муссолини в 1922 году в Ливии проживало несколько тысяч итальянцев. В 1934 году Бенито Муссолини назначил губернатором Ливии своего соратника Итало Бальбо, который смог эффективно справиться различными методами с мусульманским противостоянием, и началось массовое заселение итальянцами Ливии. В 1938 году в Ливию было организованно переселено около 28 тысяч человек, которые основали здесь 38 новых поселений на побережье Киренаики.
В 1939 году Муссолини объявил о планах создания Великой Италии, в которую входила северная часть современной Ливии и Тунис. Муссолини планировал объединить Киренаику, Триполитанию и Феццан в единую итальянскую провинцию «Итальянская Ливия» в составе Великой Италии. С этого времени на побережье Кирениаки началось обширное строительство итальянских колонистских поселений, которые предусматривали организацию социальной, культурной и хозяйственной инфраструктуры. В Италии развернулась пропаганда колонизации Ливии, которая представлялась как своя внутренняя «итальянская Америка». Менее чем за тридцать лет (1911—1940) в Ливии были построены железная и автомобильные дороги, порты, общественные и социальные здания. Было построено около 400 километров новой железной дороги и 4000 километров новых автомобильных дорог, среди которой выделялась дорога из Триполи в Тобрук. Итальянские крестьяне начали обустраивать и развивать пустынные земли, значительно повлияв на развитие сельского хозяйства в стране. В это же время развернула свою обширную деятельность Римско-католическая церковь, которая построила в итальянских поселениях новые католические храмы. В Триполи и Бенгази были построены кафедральные соборы.
В 1940 году итальянцев насчитывалось в Ливии уже около 120 тысяч человек. В общей сложности итальянское фашистское правительство планировало переселить в Ливию 500 тысяч итальянцев.
Вторая мировая война разрушила колонизаторские планы итальянского правительства, и начался массовый отток итальянцев из Ливии, который достиг своего апогея в конце войны. Согласно Парижскому мирному договору 1947 года Италия отказывалась от всех своих колоний, в том числе и от Ливии. Началась вторая волна оттока итальянцев из Ливии. В 1960-е годы их насчитывалось около 35 тысяч человек.
После прихода к власти Муаммара Каддафи около 20 тысяч итальянцев покинуло Ливию, и всё их имущество было национализировано ливийским правительством. В 1982 году численность италоливийцев упала до полутора тысяч человек. В 2007 году согласно данным департамента «Anagrafe degli italiani residenti all’estero» в Ливии проживало 598 итальянцев.
В 2008 году между Римом и Триполи был заключён договор, который предусматривал для изгнанных итальянцев право на возвращение и выделение ливийским правительством компенсационной суммы в 150 млн долларов. В конце 2000-х годов ливийское правительство разрешило вернуться в Ливию одной тысяче италоливийцев. В 2010 году их было в Ливии около 1500 человек.
Гражданская война в Ливии 2011 года вызвала отток италоливийцев в Италию, и в настоящее время численность оставшихся в Ливии италоливийцев неизвестна.
В настоящее время в Италии действует организация италоливийцев «Associazione Italiani Rimpatriati dalla Libia».
| Год  | Численность итало-ливийцев | Процент от общего населения Ливии | Население Ливии | Источник                                                    |
| ---- | -------------------------- | --------------------------------- | --------------- | ----------------------------------------------------------- |
| 1936 | 112.600                    | 13,26 %                           | 848.600         | Enciclopedia Geografica Mondiale K-Z, De Agostini, 1996.    |
| 1939 | 108.419                    | 12,37 %                           | 876.563         | Guida Breve d’Italia Vol.III, C.T.I., 1939.                 |
| 1962 | 35.000                     | 2,1 %                             | 1.681.739       | Enciclopedia Motta, Vol.VIII, Federico Motta Editore, 1969. |
| 1982 | 1.500                      | 0,05 %                            | 2.856.000       | Atlante Geografico Universale, Fabbri Editori, 1988.        |
| 2004 | 22.530                     | 0,4 %                             | 5.631.585       | L’Aménagement Linguistique dans le Monde                    |
| 2010 | 1.500                      | 0,02 %                            | 6.420.000       | Ministero degli Esteri                                      |

## Этнографические особенности
Почти все италоливийцы были билингвами и католиками. Кроме родного итальянского языка, они в разной степени владели и арабским языком. Италоливийцы в своей речи часто употребляли арабские слова. На италоливийцев также значительно повлияла арабская кулинарная культура. В свою очередь итальянская культура значительно повлияла на архитектурный облик ливийских городов.